# Дурман
Дурман (Datura) — рід рослин родини пасльонових (Solanaceae), представники якого — великі трави, рідше — деревоподібні рослини. Наукова назва роду (Datura) походить від санскр. dhattura або tatura від tat — колоти. Вся рослина, особливо коріння отруйні.
В центрі України та на Поділлі дурман називають «дивдвир».

## Опис
Квітки великі, віночок воронкоподібний. Зав'язь 2‑гніздова, причому гнізда нерідко ще розділені кожне на 2 напівгнізда; плід — велика, в основному 4‑гніздова коробочка, що абсолютно висихає при достиганні або м'ясиста, що розпадається на 4 стулки, або ж зовсім не розкривається.

## Токсичність
Вся рослина отруйна, особливо коріння, тому при роботі з рослиною використовуються захисні рукавиці. Серед ознак отруєння — посилене серцебиття, сухість у роті, галюцинації, безпричинний страх або сміх, нудота, порушення або втрата зору, судоми. Симптоми можуть тривати до кількох діб.
Галюциногенні властивості рослини використовувались в народній медицині і чаклунських обрядах з давніх часів. У зв'язку з поєднанням високоактивних антихолінергічних речовин, які містить дурман, він викликає делірій: повну нездатність розрізняти реальність і фантазії, гіпертермію, тахікардію, дивну і, можливо, агресивну поведінку, важку форму мідріазу з подальшою болючою світлобоязню, яка триває кілька днів. Також, часто виникає амнезія.

## Історичні відомості
Існує дві версії походження рослин цього роду. Згідно з однією з них, батьківщиною дурману є Мексика і Центральна Америка, а потім він був завезений в Європу разом з іншими пасльоновими. За іншою версією дурман розповсюдився з прикаспійських степів, потрапивши до Європи в Середньовіччя разом з ромами.